# Єронім (Почаповський)
Єроні́м Почапо́вський гербу Котвиця (світське ім'я Єремі́я Почапо́вський, за свіденням деяких істориків, зокрема Кояловича, мав світське ім'я Михайло, пол. Jeremiasz Poczapowski herbu Kotwica; ? — 15 жовтня 1637 / 16 жовтня 1636/) — єпископ Української Греко-католицької церкви; з 1621 року — єпископ Луцький і Острозький.

## Життєпис
Походив з українського шляхетського роду Почаповських гербу Котвиця. Правдоподібно, його родина осіла у Новогрудському воєводстві.
Навчався у Грецькій Колегії св. Атанасія в Римі (1616—1619). Призначений єпископом Луцьким і Острозьким в 1621 році. Єпископські свячення здійснив унійний Київський митрополит Йосиф Велямин Рутський. На його замовлення малював ікони («образи») маляр Федір Сенькович. В кінці 1632 року волинська православна шляхта обрала єпископом на Луцьку кафедру свого кандидата з княжого роду Пузин — Атанасія Пузину, також йому було підпорядковано Володимир-Волинську єпархію. Після цього в єпархії дойшло до сутичок між православними та уніятами. Щоб заспокоїти люд, король Владислав IV Ваза видав спеціальні статті, якими визнав обрання Атанасія Пузини. Згідно з документом «Пункти заспокоєння», скріпленим підписом і печаткою короля Владислава IV Вази, 1 листопада 1632 — Почаповський, зберігаючи титул єпископа Луцького, мав переселитись у Жидичинський монастир, володіти ним і його вотчинами до свого переміщення на іншу кафедру чи смерті. Наступник його вже не мав титулуватись єпископом Луцьким.
Адам Кисіль, королівський придворний, на початках своєї служби отримав від короля завдання: згідно з королівським дипломом, відібрати від Єроніма Почаповського Жидичинську архімандрію з монастирем, маєтками Тернками і Теремним, церквою Богородиці в передмісті Луцька та передати єпископу Атанасію (Пузині).